# Акколь (Таласький район)
Акко́ль (каз. Ақкөл) — село у складі Таласького району Жамбильської області Казахстану. Адміністративний центр та єдиний населений пункт Аккольського сільського округу.
Населення — 2073 особи (2021; 2327 у 2009, 3103 у 1999, 6508 у 1989).
В часи існування Каратауської міської ради обласного підпорядкування, село було центром району.